# Charles Dickens Jr.
Charles Culliford Boz Dickens (Holborn, 6 gennaio 1837 – Fulham, 20 luglio 1896) è stato uno scrittore e editore inglese, fu il primo figlio del romanziere inglese Charles Dickens e di sua moglie Catherine. Uomo d'affari fallito, divenne il direttore della rivista di suo padre All the Year Round e uno scrittore di successo di dizionari. Oggi è più ricordato per i suoi due libri del 1879 Dickens's Dictionary of London e Dickens's Dictionary of the Thames..

## Biografia
Charles Dickens Jr. è nato a Furnival's Inn a Holborn, Londra, è il primo figlio di Charles Dickens e di sua moglie Catherine Hogarth. Fu chiamato "Charley" da familiari e amici. Nel 1847, all'età di 10 anni, entrò nel dipartimento junior del King's College di Londra. Andò all'Eton College e visitò Lipsia nel 1853 per studiare il tedesco. Nel 1855, a 18 anni, entrò nella Barings Bank. Nel 1858, dopo la separazione dei genitori, suo padre accettò di vivere con sua madre.
Da giovane, Dickens ha mostrato capacità che avrebbero potuto condurre a una carriera nel giornalismo, ma suo padre lo ha incoraggiato ad entrare nel mondo degli affari. Con l'ambizione di diventare un commerciante di tè, visitò la Cina, Hong Kong e il Giappone nel 1860.
Nel 1861, sposò Elisabeth Matilda Moule Evans, figlia di Frederick Mullett Evans, ex editore di suo padre. Hanno avuto otto figli:
- Mary Angela (1862–1948)
- Ethel Kate (1864–1936)
- Charles Walter (1865–1923)
- Sydney Margaret (1866–1955)
- Dorothy Gertrude (1868–1923)
- Beatrice (1869–1937)
- Cecil Mary (1871–1952)
- Evelyn Bessie (1873–1924)

Nel 1866 fu nominato primo segretario onorario della Metropolitan Regatta. Nel 1868, dopo il fallimento della sua attività di stampa, fu assunto da suo padre per lavorare al All the Year Round e fu nominato sub-editore l'anno successivo. Nel 1870, dopo la morte di suo padre, Dickens, Jr. ereditò la rivista e ne divenne l'editore. In quel momento comprò anche all'asta Gads Hill Place, la casa del padre nel Kent, ma fu costretto a rinunciarvi nel 1879.
Nel 1879 pubblicò (insieme a suo suocero) le prime edizioni dei suoi due dizionari principali, il Dickens's Dictionary of London e il Dickens's Dictionary of the Thames. Nel 1882 i suoi dizionari furono raccolti da Macmillan Publishers. che pubblicò anche il suo terzo dizionario, il Dickens's Dictionary of Paris, ritardato dalle verifiche spiegate nella sua introduzione.
Charles Dickens morì di malattie cardiache, nella sua casa di Fulham, a Londra, il 20 luglio 1896, a 59 anni. Fu sepolto nel cimitero di Mortlake il 23 luglio 1896.

## Dopo la morte
La tenuta di Dickens valeva £ 17 5s. 3d alla sua morte, e alla sua vedova fu concessa una pensione governativa di £ 100 all'anno. Dopo la sua morte, avvenuta nel 1909, le pensioni annuali della lista civile di £ 25 furono concesse a Mary Angela, Dorothy Gertrude, Cecil Mary ed Evelyn Bessie dopo la "considerazione delle loro circostanze ristrette". Tuttavia, nel 1910 la loro situazione era così difficile che Ethel Dickens scrisse al Lord Chief Justice Richard Alverstone per chiedere assistenza. Nella lettera, che è stata pubblicata anche su The Daily Telegraph, ha spiegato che le sue sorelle, mentre lavoravano in posizioni dove si occupavano dei bambini e come segretarie "non riuscivano a guadagnarsi da vivere", e mentre la stessa Ethel Kate aveva avuto più successo, il suo medico le aveva chiesto di riposare per sei mesi a causa del superlavoro.
Con l'avvicinarsi del centenario della nascita del nonno, le circostanze ristrette delle figlie di Charles Junior portarono a un appello pubblico di raccolta fondi. Il 7 gennaio 1912 fu organizzato uno spettacolo di gala con "attori e attrici protagonisti" che hanno vestito i "personaggi" di Dickens al London Coliseum e raccolse £ 2500, mentre un appello separato del The Daily Telegraph aggiunse altri £ 3882. Alla fine il fondo, nel marzo del 1912, deteneva £ 12.000, e doveva fornire £ 150 all'anno a ciascuna delle figlie.
L'autrice Lucinda Hawksley, discendente dell'anziano Charles Dickens, ha scritto che "la lettera di accattonaggio delle ragazze" ha causato imbarazzo per lo zio, l'avvocato Henry Fielding Dickens di Londra, mentre le figlie di un altro zio, Alfred D'Orsay Tennyson Dickens, ha rilasciato un'intervista a un giornale in Australia, dove erano stati raccolti, per chiarire che non stavano cercando alcuna parte dei fondi.
Claire Tomalin, biografa di Dickens, scrive che Charles Walter, unico figlio di Dickens Junior, era stato "rinnegato" dalla famiglia per aver sposato Ella Dare, barista. Sydney Margaret ha sposato l'architetto Thomas Bostock Whinney. Ethel morì nel 1936 per overdose di fenobarbital, dopo essere stata ritrovata priva di conoscenza nel suo appartamento a Chelsea, Londra.